# Albert Littolff
Pour les articles homonymes, voir Litolff.
Albert Littolff (Cornimont, 23 octobre 1911 - Mort pour la France à Orel le 16 juillet 1943) est un militaire français, Compagnon de la Libération. Déjà pilote avant-guerre, il connait ses premiers combats lors de la bataille de France. Ralliant les forces françaises libres du général de Gaulle, il s'illustre ensuite en Afrique du Nord et au Moyen-Orient. Volontaire pour combattre en Union soviétique, il est porté disparu lors d'une mission de combat au-dessus de la région d'Orel.

## Biographie

### Avant-guerre
Fils d'un ingénieur en filature et tissage, Albert Littolff voit le jour le 23 octobre 1911 à Cornimont. Second de huit enfants, il abandonne très tôt ses études pour élever ses frères et sœurs après la mort de leurs parents. Il est le frère aîné de Yvan Littolff. Décrochant une bourse de pilotage, il entre à l'école Hanriot de Chalon-sur-Saône où il décroche son brevet de pilote à la suite duquel il s'engage au 32e régiment d'aviation à Dijon. En 1936, il est promu sergent-chef et affecté à la 7e escadre de Dijon. Ses qualités de pilote lui valent d'être sélectionné pour faire partie d'un groupe de présentation se produisant dans toute la France et l'Europe. En février 1939, il est basé en Tunisie.

### Début de la guerre
De retour à Dijon, il est affecté au Groupe de Chasse III/7 lorsque la guerre éclate. Il est engagé dans la bataille de France et abat son premier avion ennemi le 12 mai 1940. Suivront durant la même campagne six autres victoires aériennes qui lui vaudront d'être décoré de la Médaille militaire et de la Croix de Guerre 1939-1945. Au moment de l'armistice, le groupe d'Albert Littolff est déplacé sur la base de Francazal. Refusant la défaite, il s'empare d'un Dewoitine D.520 le 25 juin et s'envole vers l'Angleterre où il rejoint les rangs des forces aériennes françaises libres. Promu sous-lieutenant, il participe en septembre à la bataille de Dakar puis il est basé à Douala. En février 1941, il est sélectionné pour faire partie d'une équipe de six pilotes qui, sous le commandement de James Denis vont suivre un entraînement à Ismaïlia au sein de la Royal Air Force puis former l'Escadrille française de chasse n°1. Au sein de celle-ci puis du Groupe de chasse Alsace dont il commande la 2e escadrille, il participe à la Guerre du Désert jusqu'au printemps 1942. Il remporte à cette occasion quatre nouvelles victoires aériennes.

### Front de l'est
En septembre 1942 est formé aux côtés des groupes de chasse Alsace et Île-de-France une troisième unité : le Régiment de Chasse Normandie-Niémen. Celui-ci est destiné à combattre sur le front de l'Est, en soutien de l'aviation soviétique. Volontaire pour servir dans cette unité, Albert Littolff rejoint l'URSS à la fin de l'année 1942 et commence à combattre au début de 1943. Il est promu capitaine et participe aux combats au-dessus de Demiansk et d'Orel au cours desquels il se crédite de quatre nouvelles victoires. Le 16 juillet 1943, il prend les airs à la tête d'une patrouille de huit chasseurs et porte assistance à un groupe de quinze bombardiers soviétiques pris à partie par un grand nombre de chasseurs allemands. Porté disparu au cours de ce combat, l'épave de son appareil et son corps ne seront retrouvés qu'en juillet 1960. Il est alors rapatrié et inhumé au carré militaire du cimetière Saint-Pierre à Marseille. Il a, au cours de la guerre, effectué plus de 2 000 heures de vol et remporté quinze victoires aériennes homologuées, faisant de lui l'un des As de l'aviation française.

## Décorations
|  |  |  |  |  |  |
|  |  |  |  |  |  |
|  |  |  |  |  |  |

| Commandeur de la Légion d'honneur            | Commandeur de la Légion d'honneur            | Compagnon de la Libération                   | Compagnon de la Libération             | Médaille militaire                    | Médaille militaire                    |
| Croix de Guerre 1939-1945                    | Croix de Guerre 1939-1945                    | Médaille coloniale Avec agrafe "Libye"       | Médaille coloniale Avec agrafe "Libye" | Ordre de la Guerre patriotique (URSS) | Ordre de la Guerre patriotique (URSS) |
| Chevalier de l'Ordre de la Couronne (Italie) | Chevalier de l'Ordre de la Couronne (Italie) | Chevalier de l'Ordre de la Couronne (Italie) | Croix de Guerre (Tchécoslovaquie)      | Croix de Guerre (Tchécoslovaquie)     | Croix de Guerre (Tchécoslovaquie)     |

## Hommages
La base aérienne no 902 à Contrexéville a porté son nom jusqu'à sa dissolution en 1999.